# Chiesa di San Giorgio a Ruballa

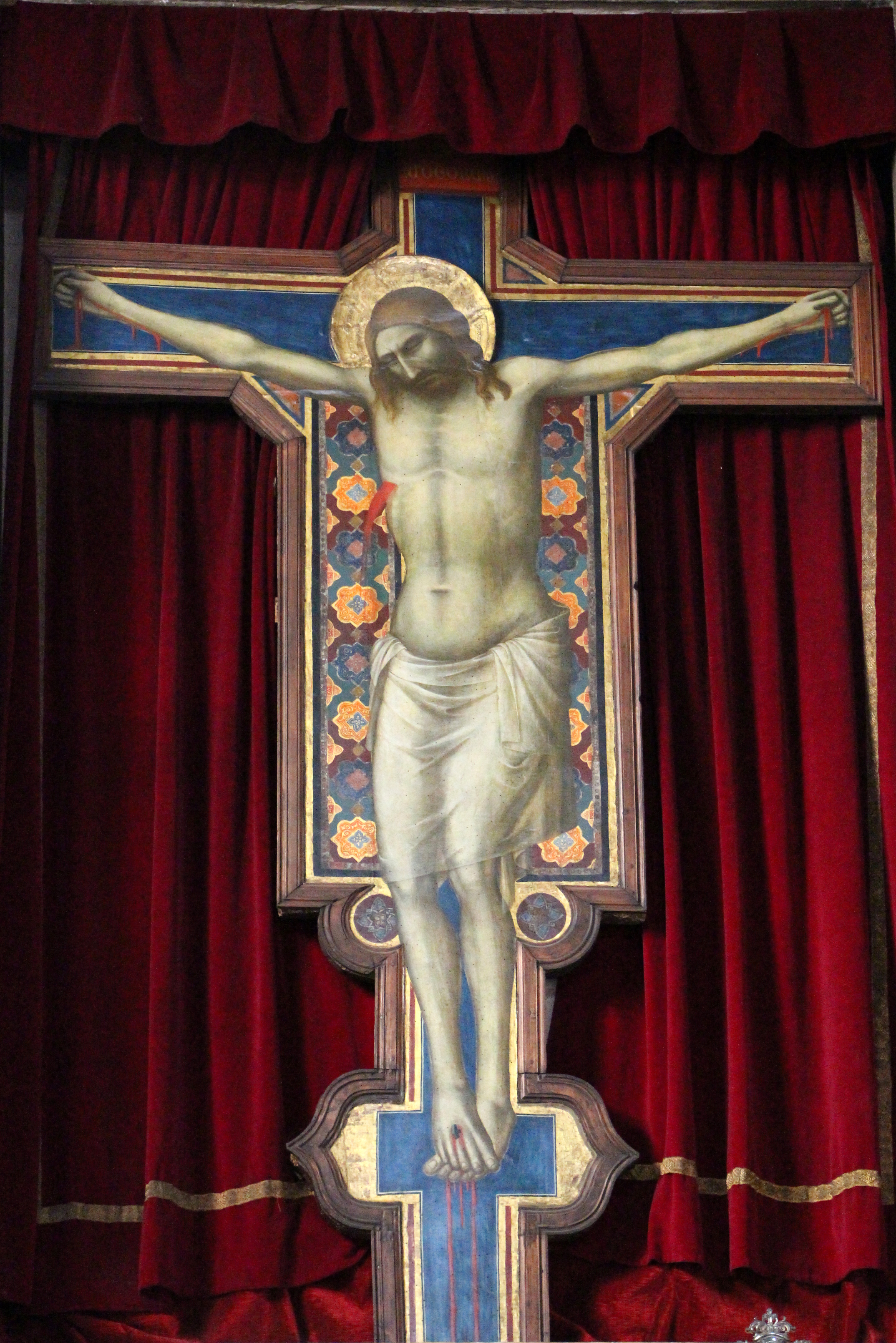
Crocifisso di Taddeo Gaddi

La chiesa di San Giorgio a Ruballa si trova nella frazione Osteria di Bagno a Ripoli in provincia di Firenze.

## Storia
La chiesa viene citata per la prima volta nel 1273.
Fu patronato dei Pilastri sin dal secolo XIV e poi dei Bardi di Vernio, ai quali si deve l'attuale aspetto barocco dell'interno ad aula, con stucchi di Giovan Martino Portogalli (1707). L'esterno invece è stato rifatto nel 1863 su progetto di Niccolò Matas.

## Descrizione
Conserva importanti opere d'arte, fra le quali due testimonianze della cultura figurativa post-giottesca: dietro l'altare maggiore, lo splendido Crocifisso dipinto con il Christus patiens, opera di Taddeo Gaddi (1355-60 circa); sull'altare di destra, un'importante pala, in origine cuspidata, tradizionalmente attribuita al Maestro di San Giorgio a Ruballa, ma successivamente assegnata ad Andrea Orcagna, raffigurante la Madonna in trono col Bambino e i Santi Mattia, Giorgio e un donatore (1336). Un terzo dipinto giottesco, il polittico con la Crocifissione e santi di Bernardo Daddi, era qui conservato prima che fosse disperso (oggi è a Londra, nella Courtauld Gallery).
In sacrestia sono conservate tre tele: La Vergine con suor Domenica del Paradiso, opera di Giovanni Domenico Ferretti; Immacolata Concezione, opera di Matteo Rosselli; Martirio di San Giorgio, opera di Giovanni Camillo Sagrestani.